# Leisure Suit Larry: Love for Sail!
| Сводный рейтинг       | Сводный рейтинг        |
| Агрегатор             | Оценка                 |
| --------------------- | ---------------------- |
| GameRankings          | 80,40 % (5 обзоров)    |
| MobyRank              | 81 / 100               |
| Иноязычные издания    |                        |
| Издание               | Оценка                 |
| AllGame               | [ 5 ]                  |
| GameRevolution        | B-                     |
| GameSpot              | 6,7/10                 |
| Русскоязычные издания |                        |
| Издание               | Оценка                 |
| «Игромания»           | «Выше любых рейтингов» |

Leisure Suit Larry: Love for Sail! или Larry 7 (официальное в русской локализации — Ларри 7: Секс под парусом) — седьмая часть графических приключенческих игр для взрослых в серии Leisure Suit Larry, выпущенная компанией Sierra Entertainment в конце 1996 года. В России первые переводы появились в 1997 году, а официальная локализация от Soft Club вышла в 2004 году.
Игра представляет собой упрощённый интерфейс point-n-click, также присущий вышедшим играм King's Quest VII и Space Quest 6. 256-цветовая графическая гамма была заменена рисованной анимацией, с полным озвучиванием всех персонажей и появлением закадрового голоса. В отличие от предыдущих частей серии, в «Ларри 7» практически невозможно умереть. В игре есть система очков, и некоторые действия могут привести к их понижению, что в свою очередь сделает концовку неполноценной.
Коробочный вариант Leisure Suit Larry 7: Love for Sail! включал в себя систему «КиберШмыг 2000» (англ. «CyberSniff 2000»), представляющую собой ароматизированный лист картона, цифры на котором соответствовали цифрам, показываемым в правом нижнем углу экрана в процессе игры. Потерев соответствующий участок, игрок мог почувствовать, как пахнет та или иная игровая локация.

## Сюжет
Девушка из предыдущей части игры привязывает Ларри к кровати и сбегает с его кошельком, а сам он едва спасается от пожара и отправляется в круиз на лайнере капитана Фелляции (в оригинале Thygh, игра слов с "thy" - твой/твоя и thigh - бедро). Чтобы провести неделю в капитанской каюте, Ларри должен победить хитростью или жульничеством в корабельных конкурсах и попутно соблазнить нескольких женщин.